# Canthidium luteum
Canthidium luteum är en skalbaggsart som beskrevs av Vladimir Balthasar 1939. Canthidium luteum ingår i släktet Canthidium och familjen bladhorningar. Inga underarter finns listade.